# Benediktinerinnenkloster Biblisheim
Das Kloster Biblisheim war ein von 1101 bis 1791 bestehendes kleines Kloster der Benediktinerinnen in Biblisheim im Elsass, heute im französischen Département Bas-Rhin in der Region Grand Est.

## Geschichte des Klosters
Im Jahre 1101 gründete Graf Dietrich von Mousson (auch Dietrich I. von Mömpelgard, † 1102/1105) auf ihm gehörigen Gelände im Hagenauer Forst – ab etwa 1065 Heiliger Forst genannt, da in ihm oder in seiner Nähe vom 6. bis ins 13. Jahrhundert insgesamt acht Klöster errichtet wurden – in der Nähe des von ihm 1074 gestifteten Benediktinerklosters Walburg ein der Jungfrau Maria und Johannes dem Täufer geweihtes Frauenkloster am Ufer der Sauer. Seine Tochter Gunhild setzte er als Äbtissin ein. Papst Paschalis II. bestätigte des Klosters Rechte und Privilegien am 26. April 1102.
Das Vogteirecht des Klosters lag bei den Herren von Lichtenberg.
König Heinrich VII. verlieh dem Kloster im Jahre 1310 wichtige Forstprivilegien, d. h. Weide- und Holzrechte, im Hagenauer Forst. 1442 zogen die Äbtissin und die letzten sechs Nonnen des um 1049 von Hugo II. von Dagsburg und dessen Gemahlin gestifteten, inzwischen aber verarmten und klösterliche Zucht mangelnden Benediktinerinnenklosters in Hesse (Moselle) (Lothringen) in das Kloster Biblisheim. 1445 wurden die Ländereien des Dorfes Biblisheim zwischen der Benediktinerabtei Walburg und dem Kloster Biblisheim aufgeteilt, aber bereits 1464 wurde der inzwischen ebenfalls sehr verarmte und wohl auch sittlich den kirchlichen Autoritäten nicht gefällige Konvent Biblisheim den Benediktinern in Walburg unterstellt. Die romanische Klosterkirche wurde nach einem Brand 1493 im gotischen Stil erneuert. Im Jahre 1506 versuchten die Nonnen mit Gewalt, ihre Äbtissin Agnes von Wickersheim abzusetzen, da sie das unziemliche Verhalten der Schwestern nicht dulden wollte. Der reformfreudige neue Bischof Wilhelm III. von Straßburg bestätigte die Äbtissin jedoch in ihrem Amt und verfügte empfindliche Strafen für die Aufrührerinnen.

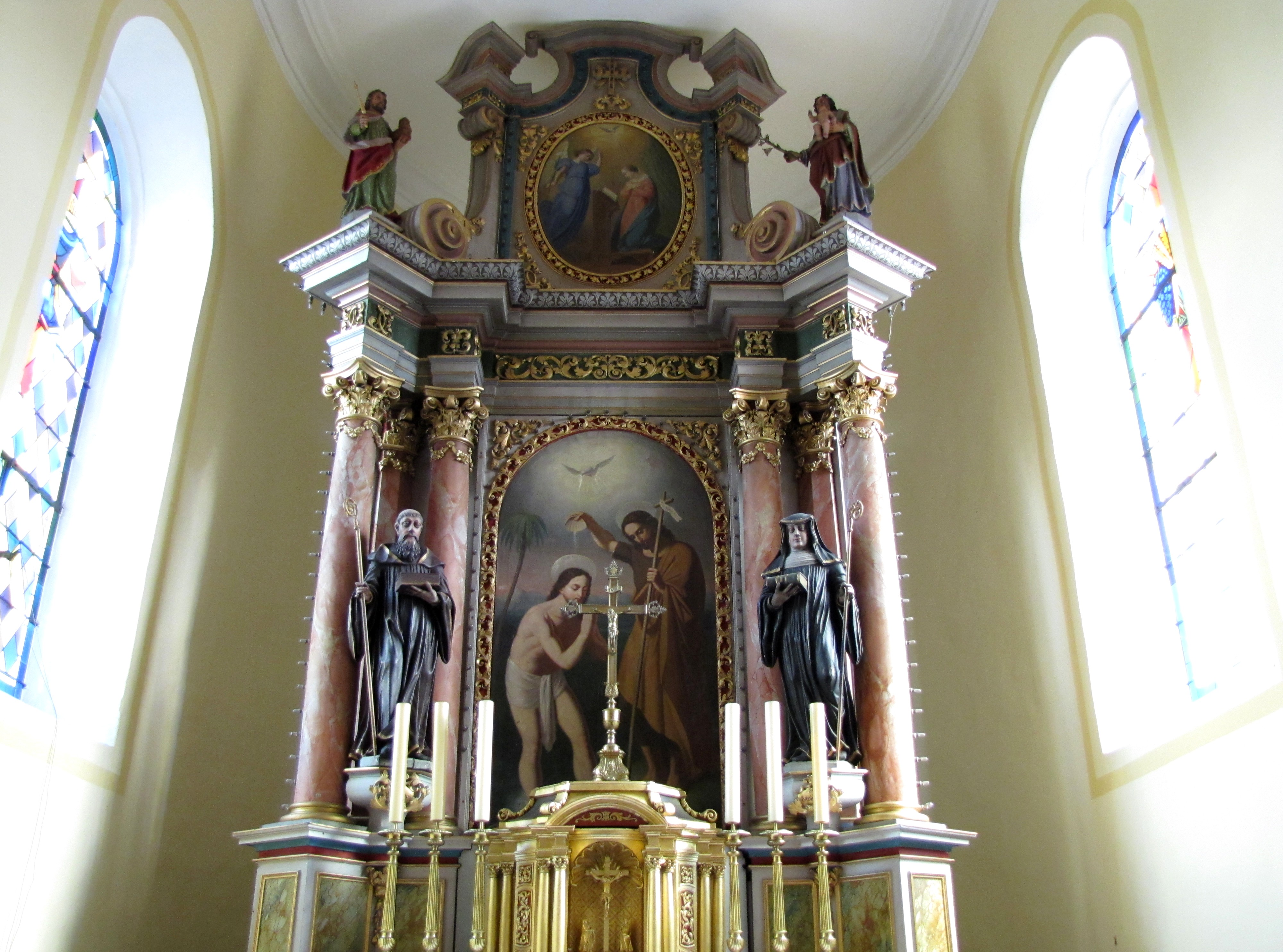
Der Hauptaltar von 1724, seit 1809 in der Dorfkirche von Biblisheim

Im Deutschen Bauernkrieg wurde das Kloster 1525 von aufständischen Bauern ausgeplündert, wie auch die Klöster Neuburg, Walburg, Surburg und Königsbrück. Im Dreißigjährigen Krieg (1618–1648) wurde das Kloster erneut schwer verwüstet, wobei ein großer Teil des Hauptgebäudes und auch die Klosterkirche zerstört wurden. 1650 gab es nur noch zwei Biblisheimer Nonnen, die im Kloster Marmoutier Zuflucht gefunden hatten. Für mehr als 60 Jahre kamen dann Benediktinerinnen aus der Abtei St. Lazarus in Seedorf im Schweizer Kanton Uri nach Biblisheim, die unter der von 1671 bis 1695 amtierenden Äbtissin Marie Anne Christen das Kloster und die Klosterkirche wieder errichteten. Gegen Ende des 17. Jahrhunderts ließen sich Schweizer Bauern auf von ihnen gerodetem Landbesitz der Abtei nieder. 1699 verlor das Kloster seine Forstprivilegien.
Im 18. Jahrhundert und bis zur Französischen Revolution erlebte das Kloster seine Blütezeit. Das Hauptgebäude und seine beiden Seitenflügel wurden in den Jahren 1717 bis 1722 neu errichtet, und die 1493 erbaute Kirche erhielt einen Glockenturm. Mit Unterstützung der Nonnen nahmen Landwirtschaft und Fischerei im Dorf ab 1680 einen steten Aufschwung, auch dank der drei kleinen Flüsse, die das Gemeindegebiet durchquerten (Sauer, Halbmühlbach und Altbach) und der drei großen Klosterweiher (Setzweiher, Mittelweiher und Diffenwaldweiher). Dem Kloster gehörten vier Mühlen, ein Sägewerk, eine Ziegelei und ein kleines Gästehaus.

## Liste von Äbtissinnen (unvollständig)
- Gunhild (1101–1131)
- Agnes von Hohenburg (~1445–1448)
- Elisabeth von Lampertheim (1448–1470)
- Margarethe von Nürnberg (1479–1490)
- Agnes von Wickersheim (1498–1512)
- Margarethe von Lauterburg (1512–1535)
- Marthe Schmidt (1572–1615)
- Marie Baumgartner (1616–1650)
- Marie Elisabeth Kuen (1650–1671)[6]
- Marie Anne Christen (1671–1695)[7]
- Marie Anne Schwaller (1699–1719)
- Anne Madeleine Fahrlander (1719–1753)
- Marie Anselme Cunégonde Flenty (1753–1770)
- Marie Edmonde Streng (1770–~1785)
- Bernarde Gsell (1789)

## Ende des Klosters und Nachfolgebau

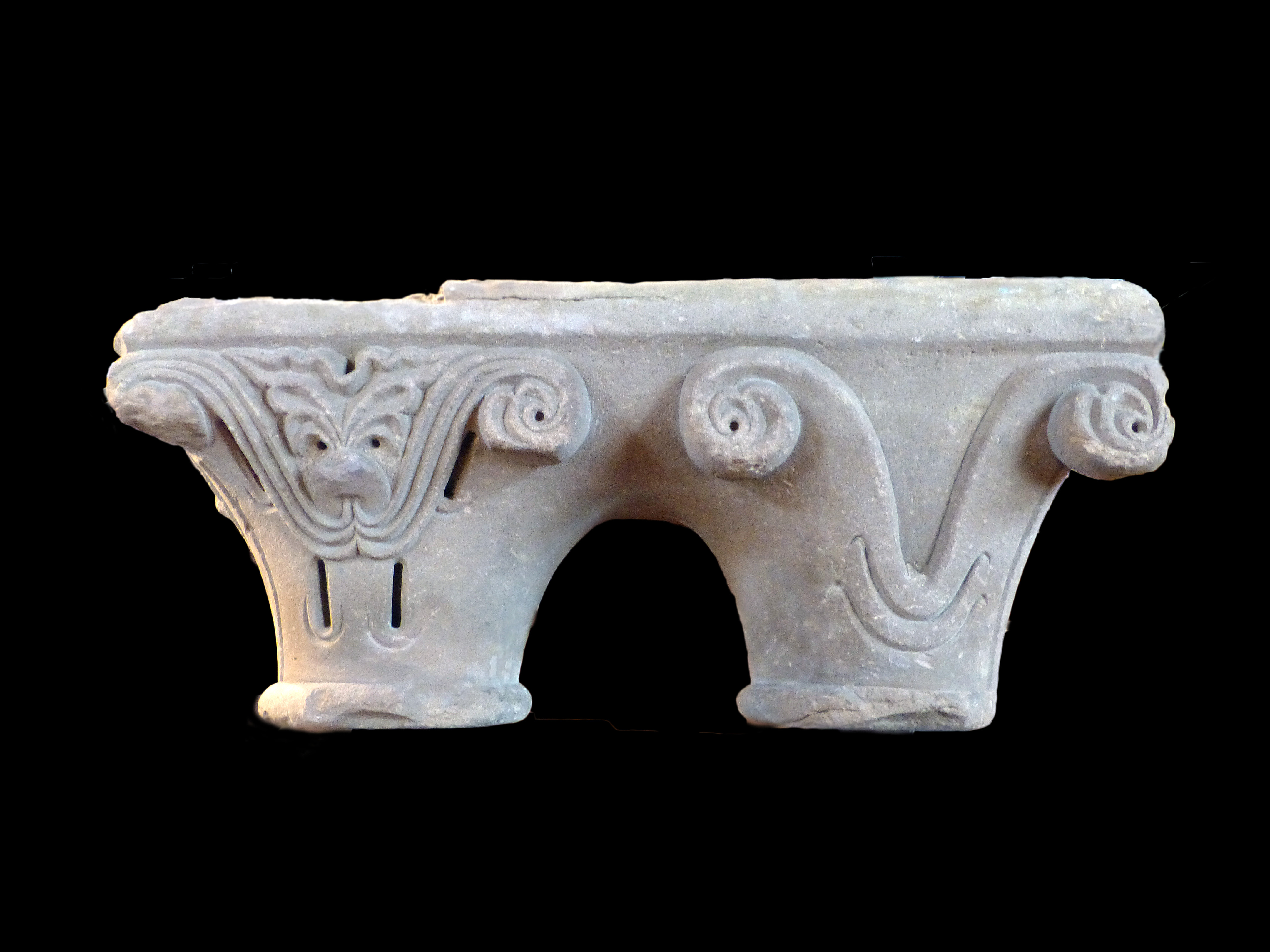
Kapitelle aus dem Kloster Biblisheim, 12. Jahrhundert (im Musée historique de Haguenau)

Im Verlauf der Französischen Revolution wurde das Kloster 1791 aufgelöst. Die Kirche, die Klostergebäude und die dem Kloster gehörenden Ländereien wurden am 24. November 1794 als nationales Eigentum versteigert und von Philippe Georges Helmstetter aus Pfaffenhoffen erworben. Das Inventar wurde entfernt. Im Jahre 1808 wurde der leer stehende Komplex an Joseph Saglio verkauft. Da er die Kirche und Klostergebäude abreißen lassen wollte, schenkte er ihr gesamtes Baumaterial den Dorfbewohnern, die damit mitten im Dorf eine neue, am 5. Oktober 1809 Johannes dem Täufer geweihte Kirche errichteten. Die zuvor geretteten Teile der Innenausstattung fanden dort eine neue Verwendung, insbesondere der Hauptaltar von 1724 mit einem drehbaren Tabernakel und zwei großen, Benedikt von Nursia und Scholastika von Nursia darstellenden Statuen sowie die Kanzel von 1736.
An der Stelle der Klostermühle am Südufer der Sauer ließ Saglio 1831 eine Flachs- und Hanfspinnerei bauen, zum Teil mit beim Abbruch des Konvents gewonnenem Baumaterial. Dieses Gebäude, noch bis 1955 industriell genutzt, ist heute ein Wohnhaus. Vom Konvent selbst ist heute nichts mehr geblieben; das Gelände ist nicht überbaut, sodass Ausgrabungen möglicherweise die Fundamente freilegen könnten.
Koordinaten: 48° 54′ 1,1″ N, 7° 47′ 29,4″ O